# Sant Pere d'Alp
Sant Pere d'Alp és una església d'Alp inclosa a l'Inventari del Patrimoni Arquitectònic de Catalunya.

## Descripció
És un edifici força transformat, tot i que conserva els fonaments i part dels murs d'una construcció alt-medieval. L'estructura originària correspon a un edifici de planta basilical amb tres naus, de la qual es va suprimir la capçalera i es va substituir pel presbiteri actual, es va sobrealçar la nau central i es van obrir els murs laterals per a construir diverses capelles.
La nau central no conserva la coberta original (volta de canó sostinguda per arcs torals), sinó una volta de llunetes. Les naus laterals són cobertes amb volta de canó de quart de cercle, reforçades per arcs torals semicirculars. L'aparell és de carreus irregulars, disposats en filades uniformes.
La porta d'accés, originàriament oberta al mur sud, es troba al mur de ponent. Tot i que exteriorment és molt transformada, també es correspon amb l'obra original i, de fet, és l'única obertura primitiva que conserva l'edifici. És d'arc de mig punt adovellat i amb dues arquivoltes disposades en degradació. Més amunt hi ha un òcul i sobre la línia de la cornisa s'alça un campanar de poca alçada, sobrealçat per una base de maó. Compta amb arcuacions de mig punt que allotgen les campanes i una coberta piramidal sobre cornisa de ràfec ample i motllurat.
L'edifici no conserva cap tipus d'ornamentació, però les seves condicions constructives i estructurals permeten considerar-lo com una obra plenament adscrita a les fórmules de l'arquitectura romànica inicial. De fet, degué constituir una de les obres més ambicioses de les construïdes a la Cerdanya durant el segle xi.
Exteriorment, els laterals de la nau conserven diversos contraforts, fets de maçoneria com molts dels trams del murs laterals. Es conserven diverses finestres d'arc de mig punt, tot i que resten tapiades. La coberta de la nau és a dues vessants, recoberta de pissarra, i la del campanar és també de pissarra.
A l'interior, ran de l'arc presbiterial, es conserva un fragment de pintura mural on s'hi representa la imatge de sant Cristòfor (només en resta el bust) quan travessa el riu amb Jesús damunt les seves espatlles. Jesús Nen porta nimbe, beneeix amb la mà dreta mentre que l'esquerra la té recolzada sobre el cap del sant. Aquest sosté amb la mà dreta el bastó florit i amb l'esquerra aguanta al Nen. Ambdós són protegits per un arc apuntat i trilobat, tot definint un espai decorat amb estrelles. Per damunt de l'arc hi ha diversos escuts.
Tota l'escena devia fer una alçada considerable (més de 2 m), com és habitual en les representacions iconogràfiques d'aquest sant.

## Història

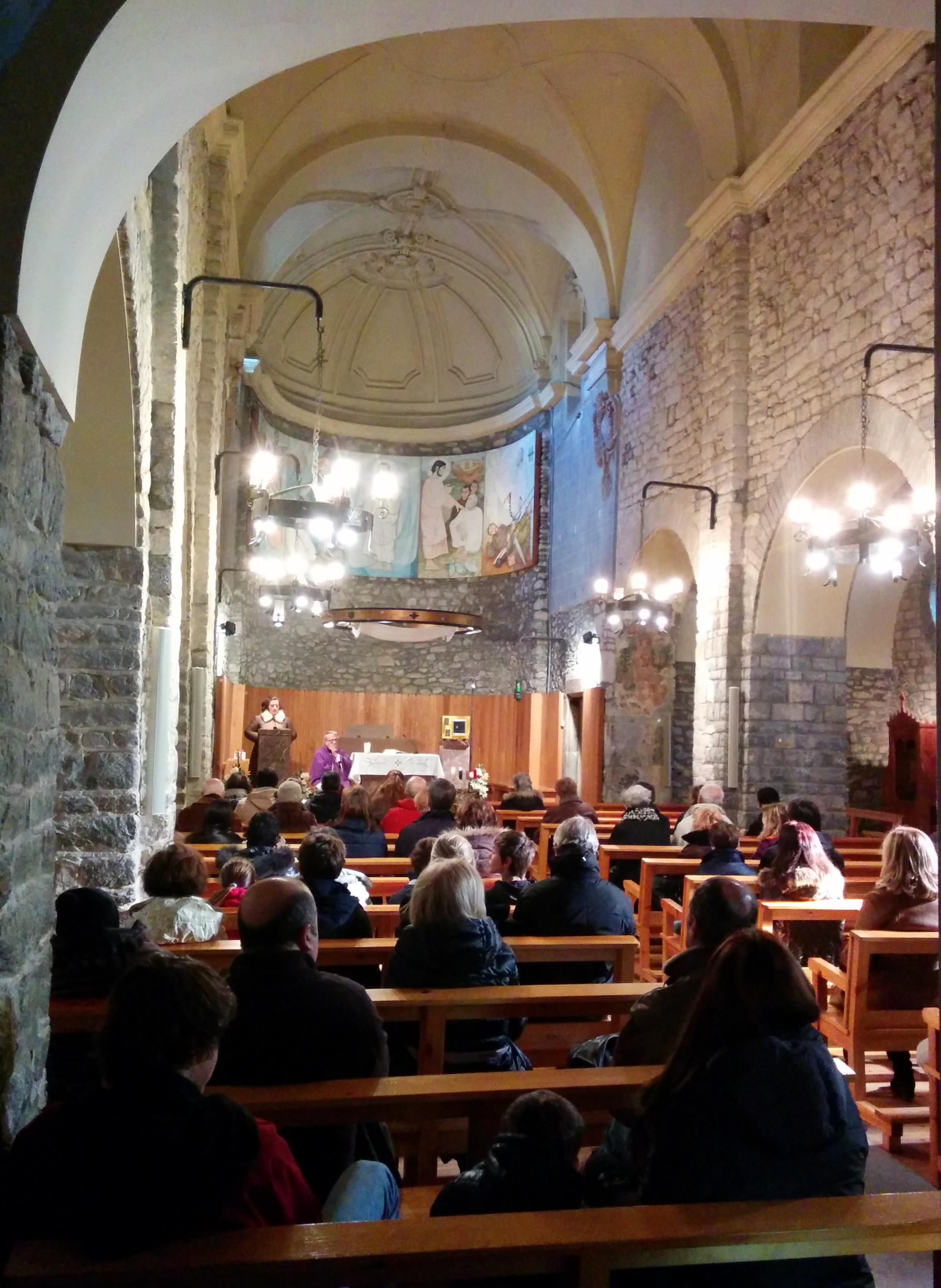

La parròquia d'Alp és esmentada en l'acta de consagració de la Seu d'Urgell de l'any 819, document realment redactat cap a la fi del segle x. També apareix esmentada en la narració del monjo Aimó sobre el trasllat de les relíquies de sant Vicenç, de vers el 863, on explica com la comitiva de monjos de Castres que les havien anat a buscar a Saragossa s'aturà a l'església d'Alp, aleshores dedicada a santa Maria. En documents posteriors apareix sempre sota l'advocació de sant Pere.
L'any 1105 s'establí una convinença entre el bisbe Ot d'Urgell, d'una part, i el vescomte Bernat de Cerdanya, Berenguer Bernat, el seu germà Ramon, Ponç Guillem, d'altres cavallers i tots els parroquians de l'altra, sobre el fet que aquests retenien l'església d'Alp injustament. Arran d'aquest enfrontament la parròquia fou retornada al domini del bisbe amb la condició que s'hi establís una comunitat clerical sota l'autoritat d'un capellà i del paborde de la Seu. Un testament de 1163, el de Ferrera, testimonia l'existència encara de la comunitat de clergues. Aquesta comunitat ja no existia al final del segle xiii, segons es comprova en el cobrament de la dècima de 1279-1280 i en les visites arquebisbals de 1312-1314, en les quals Sant Pere d'Alp figura únicament com una parròquia ben dotada.
Sembla que al segle xii l'església fou usada com a castell.
Durant unes obres de restauració realitzades pels anys 1980-1989 es van descobrir les restes d'un conjunt de pintura mural de tradició gòtica.
A l'altar major hi havia hagut un retaule del segle xvi, presidit pel sant titular, i la talla d'una Marededéu que es conserva al Museu d'Art de Girona.